# Мони, Оливье де
Оливье́ де Мони́, сеньор де Ленен (фр. Olivier de Mauny, seigneur de Lesnen) — французский (бретонский) военный деятель эпохи Столетней войны, рыцарь-баннерет. Двоюродный племянник (в некоторых источниках называется двоюродным братом, троюродным братом или племянником) коннетабля Франции Бертрана дю Геклена.

## Биография
Происходил из рода де Мони, известного с XII века. Родился около 1320 года в семье Эрве де Мони, сеньора Ториньи и Мари дю Геклен, дочери Гийома дю Геклена, дяди Бертрана дю Геклена. Земли бретонских де Мони находились в приходе Ландеана, близ Фужера (современный департамент Иль и Вилен, округ Фужер-Витре, кантон Фужер-Нор).
Вместе со своими братьями Эрве, Анри, Эсташем и Аленом сопровождал Бертрана дю Геклена во всех его походах во Франции и Испании. В 1352 году во время стычки с англичанами у Гильдо Оливье де Мони взял в плен Жаннекена Туанье (фр. Jeannequin Toigne) — одного из участников знаменитого «боя тридцати» с английской стороны. В 1356 году под стенами осаждённого англичанами Ренна одержал победу в поединке с рыцарем по имени Жан де Больтон (фр. Jean de Bolleton), бросившим ему вызов.
В 1364 году принял участие в битве при Кошереле, во время которой вместе с несколькими другими бретонскими рыцарями поднял упавшее знамя Бертрана дю Геклина. Затем вместе с братьями присоединился к армии Карла де Блуа и в битве при Оре был взят в плен. Но уже в грамоте от 29 июля 1365 года назван капитаном нормандского города Карантана.
В 1366 году во главе отдельного отряда Оливье де Мони последовал за Бертраном дю Гекленом в Испанию, где отличился во время осад, а также в неудачной для французов и их союзников битве при Нахере, в ходе которой попал в плен Бертран дю Геклен. Незадолго перед этим де Мони взял в плен короля Наварры Карла II Злого. Современники полагали, что это была уловка наваррского короля, решившего избавить себя от необходимости сопровождать за Пиренеями войско Эдуарда Чёрного Принца: ранее Карл Злой получил плату одновременно от обеих противоборствующих сторон гражданской войны в Кастилии — за то, чтобы беспрепятственно пропустить через свою страну английские войска из Аквитании и за то, чтобы держать горные проходы закрытыми.
Однажды во время осады города Ренн (Rennes) англичанами рыцарь Оливье де Мони переплыл в полном вооружении крепостной ров, чтобы только отнять у английского рыцаря 6 куропаток, зарезанных его ястребом, и поднести их дамам города. И действительно, куропатки вместе с английским рыцарем [были] взяты в плен, но сам сир де Мони [был] тяжело ранен во время подвига. Тогда он позвал своего пленника, вернул ему свободу, но за это попросил пропуска в лагерь осаждающих, чтобы излечиться там от своих ран. В лагере его радушно принял герцог Ланкастерский и осыпал на прощание богатыми подарками: «Мони, передайте, пожалуйста, мой привет вашим дамам и девицам, — сказал герцог, — и скажите, что мы часто от души желаем им куропаток». Дамы города Ренна много смеялись приключению Оливье де Мони, но всего более смеялся его кузен, знаменитый [будущий] коннетабль Бертран дю Геклен.
В 1369 году Оливье де Мони вернулся в Испанию вместе с выкупленным из плена дю Гекленом, участвовал в осаде Толедо, в битве при Монтьеле и внёс большой вклад в победу Энрике II. Чтобы вознаградить заслуги де Мони, новый король Кастилии даровал ему земли, приносящие значительный доход. Однако вскоре де Мони обменял свои кастильские владения на пятерых знатных пленников. В это же время в английском плену находился Матьё де Руайе и де Жерминьи (фр. Mathieu, sire de Roye et de Germigny), богатый сеньор из Пикардии, у которого была единственная дочь и наследница Мари (фр. Marie de Roye). Его друзья вошли в соглашение с Оливье де Мони, по которому, если он сможет по обмену освободить из неволи сеньора де Руайе, то получит в жёны его дочь. Де Мони удалось договориться с англичанами об обмене на одного из своих пленников, и он сочетался браком с представительницей богатого и знатного рода. Остальных своих пленников он освободил за выкуп. Вторым браком де Мони был женат на Маргарите де Кебриак (фр. Marguerite de Québriac).
Вернувшись во Францию, сопровождал дю Геклена в походах в Нормандию, Лимузен и Пуату, в том числе в осаде Шатонёф-де-Рандона, во время которой коннетабль Франции заболел и скончался. Де Мони присутствовал на его похоронах в аббатстве Сен-Дени. На 1 сентября 1371 года Оливье де Мони командовал отрядом из трёх рыцарей и 34 оруженосцев. На сборах в Эклюзе в 1386 году имел под своим началом двух рыцарей и 99 оруженосцев. В ордонансе Карла V от 2 апреля 1380 года Оливье де Мони назван камергером короля (фр. chambellan du roi) и капитаном Доля с гарнизоном в 50 человек. Присутствовал в качестве свидетеля от короля Франции на церемонии принесения оммажа герцогом Бретани Жаном VI в 1404 году. Род де Мони пресёкся в XVI веке.

## Отражение в литературе
- В «Кентерберрийских рассказах» Джеффри Чосера упоминается в негативном ключе, отражающем английскую точку зрения, роль Бертрана дю Геклена и Оливье де Мони в убийстве Педро Жестокого. Предположительно де Мони назван автором «гнездовьем зла». Об обстоятельствах этого убийства Чосер мог узнать от своей жены Филиппы, которая была фрейлиной внебрачной дочери Педро Жестокого, когда та вышла замуж за Джона Гонта[9].
- Второстепенный персонаж романа Александра Дюма «Бастард де Молеон» (1846).
- Второстепенный персонаж романа Жана-Франсуа Намьяса[фр.] «Дитя Всех святых. Перстень со львом» (1994).